# 姆津巴縣
11°30′S 33°30′E / 11.500°S 33.500°E
姆津巴縣（Mzimba District）是馬拉維北部的一個縣，首府位于姆津巴，屬於北部區的一部分，該縣北臨龙皮县，東接恩卡塔贝县，東南面是恩科塔科塔縣，西南面是卡松古縣，西鄰贊比亞，面積10,430平方公里，人口610,944。